# Laldanmawia Ralte
Laldanmawia Ralte (Mizoram, 19 dicembre 1992) è un calciatore indiano, attaccante svincolato.

## Carriera

### Club
Ha giocato nella prima divisione indiana.

### Nazionale
Nel 2018 ha giocato una partita con la nazionale indiana.

## Statistiche

### Presenze e reti nei club
| Stagione                | Squadra                 | Campionato              | Campionato | Campionato | Coppe nazionali | Coppe nazionali | Coppe nazionali | Coppe continentali | Coppe continentali | Coppe continentali | Altre coppe | Altre coppe | Altre coppe | Totale | Totale |
| Stagione                | Squadra                 | Comp                    | Pres       | Reti       | Comp            | Pres            | Reti            | Comp               | Pres               | Reti               | Comp        | Pres        | Reti        | Pres   | Reti   |
| ----------------------- | ----------------------- | ----------------------- | ---------- | ---------- | --------------- | --------------- | --------------- | ------------------ | ------------------ | ------------------ | ----------- | ----------- | ----------- | ------ | ------ |
| 2019-2020               | Hyderabad               | ISL                     | 5          | 0          | SC              | -               | -               | -                  | -                  | -                  |             | -           | -           | 5      | 0      |
| 2020-2021               | Hyderabad               | ISL                     | 2          | 0          | -               | -               | -               | -                  | -                  | -                  |             | -           | -           | 2      | 0      |
| Totale Hyderabad        | Totale Hyderabad        | Totale Hyderabad        | 7          | 0          |                 | 0               | 0               |                    | -                  | -                  |             | -           | -           | 7      | 0      |
| 2021-2022               | NorthEast United        | ISL                     | 13         | 4          | -               | -               | -               | -                  | -                  | -                  | -           | -           | -           | 13     | 4      |
| 2022-2023               | NorthEast United        | ISL                     | 6          | 0          | SC              | 2               | 1               | -                  | -                  | -                  | DC          | -           | -           | 8      | 1      |
| Totale NorthEast United | Totale NorthEast United | Totale NorthEast United | 19         | 4          |                 | 2               | 1               |                    | -                  | -                  |             | -           | -           | 21     | 5      |
| Totale carriera         | Totale carriera         | Totale carriera         | 26         | 4          |                 | 2               | 1               |                    | -                  | -                  |             | -           | -           | 28     | 5      |

### Cronologia presenze e reti in nazionale
| Cronologia completa delle presenze e delle reti in nazionale ― India | Cronologia completa delle presenze e delle reti in nazionale ― India | Cronologia completa delle presenze e delle reti in nazionale ― India | Cronologia completa delle presenze e delle reti in nazionale ― India | Cronologia completa delle presenze e delle reti in nazionale ― India | Cronologia completa delle presenze e delle reti in nazionale ― India | Cronologia completa delle presenze e delle reti in nazionale ― India | Cronologia completa delle presenze e delle reti in nazionale ― India |
| Data                                                                 | Città                                                                | In casa                                                              | Risultato                                                            | Ospiti                                                               | Competizione                                                         | Reti                                                                 | Note                                                                 |
| -------------------------------------------------------------------- | -------------------------------------------------------------------- | -------------------------------------------------------------------- | -------------------------------------------------------------------- | -------------------------------------------------------------------- | -------------------------------------------------------------------- | -------------------------------------------------------------------- | -------------------------------------------------------------------- |
| 10-6-2018                                                            | Mumbai                                                               | India                                                                | 2 – 0                                                                | Kenya                                                                | SAFF Championship 2018 - Finale                                      | -                                                                    | 90+2’                                                                |
| Totale                                                               |                                                                      | Presenze                                                             | 1                                                                    |                                                                      | Reti                                                                 | 0                                                                    |                                                                      |

## Palmarès

### Club

#### Competizioni nazionali
- I-League: 1

Aizawl: 2016-2017

### Nazionale
- Coppa Intercontinentale (India): 1

2018